# Barry Crump
Barry Crump (n. 15 mai, 1935, Auckland, Noua Zeelandă – d. 3 iulie, 1996) a fost un scriitor neozeelandez.